# Tour de France 2014.
Tour de France 2014. je 101. izdanje najpoznatije biciklistiške utrke na svijetu. Utrka je startala iz Leedsa, Engleska. Ukupno su se tri etape vozile u Engleskoj, a završetak treće bio je u Londonu. Nakon toga se utrka preselila u Francusku. Prije početka utrke glavni favoriti za ukupnu pobjedu bili su Chris Froome i Alberto Contador, ali su obojica tijekom utrke odustali zbog padova. Talijan Vincenzo Nibali uvjerljivo je pobijedio u ukupnom poretku ostvarivši više od 7 minuta prednosti ispred prvog pratitelja. 

## Timovi
Svih 18 timova koji imaju UCI ProTeam licencu obavezni su sudjelovati u ovoj utrci. Osim njih, u utrci su sudjelovala i 4 Pro-kontinentalna tima koji su dobili pozivnicu organizatora.
- Ag2r-La Mondiale
- BMC
- Cofidis†
- Giant-Shimano
- Lotto-Belisol
- Orica-GreenEDGE
- Team NetApp-Endura†
- Trek Factory Racing
- Astana
- Bretagne-Séché Environnement†
- FDJ.fr
- IAM Cycling†
- Movistar Team
- Team Europcar
- Team Sky
- Belkin Pro Cycling
- Cannondale
- Garmin-Sharp
- Lampre-Merida
- Omega Pharma-Quick Step
- Kaćuša
- Team Tinkoff-Saxo

†: pozvani Pro-kontinentalni timovi

## Grand Départ
Grand Départ prezentacija timova održana je 3. srpnja u Leedsu u First Direct Areni nakon ceremonijalne vožnje po ulicama tog grada koja je započela kod tamošnjeg sveučilišta.

## Etape
| Etapa | Datum      | Start-cilj etape                             | Duljina      | Tip          | Tip                     | Pobjednik            |              |
| ----- | ---------- | -------------------------------------------- | ------------ | ------------ | ----------------------- | -------------------- | ------------ |
| 1     | 5. srpnja  | Leeds – Harrogate (UK)                       | 190,5 km     |              | Ravna etapa             | Marcel Kittel        |              |
| 2     | 6. srpnja  | York – Sheffield (UK)                        | 201 km       |              | Umjereno-brdska etapa   | Vincenzo Nibali      |              |
| 3     | 7. srpnja  | Cambridge – London (UK)                      | 155 km       |              | Ravna etapa             | Marcel Kittel        |              |
| 4     | 8. srpnja  | Le Touquet – Lille Metropole                 | 163,5 km     |              | Ravna etapa             | Marcel Kittel        |              |
| 5     | 9. srpnja  | Ypres (Belgija) – Arenberg Porte du Hainaut  | 155,5 km     |              | Ravna etapa s kockicama | Lars Boom            |              |
| 6     | 10. srpnja | Arras – Reims                                | 194 km       |              | Ravna etapa             | André Greipel        |              |
| 7     | 11. srpnja | Épernay – Nancy                              | 234,5 km     |              | Ravna etapa             | Matteo Trentin       |              |
| 8     | 12. srpnja | Tomblaine – Gérardmer La Mauselaine          | 161 km       |              | Umjereno-brdska etapa   | Blel Kadri           |              |
| 9     | 13. srpnja | Gérardmer – Mulhouse                         | 170 km       |              | Umjereno-brdska etapa   | Tony Martin          |              |
| 10    | 14. srpnja | Mulhouse – La Planche des Belles Filles      | 161,5 km     |              | Brdska etapa            | Vincenzo Nibali      |              |
|       | 15. srpnja | Slobodan dan                                 | Slobodan dan | Slobodan dan | Slobodan dan            | Slobodan dan         | Slobodan dan |
| 11    | 16. srpnja | Besançon – Oyonnax                           | 187,5 km     |              | Umjereno-brdska etapa   | Tony Gallopin        |              |
| 12    | 17. srpnja | Bourg-en-Bresse – Saint-Étienne              | 185,5 km     |              | Ravna etapa             | Alexander Kristoff   |              |
| 13    | 18. srpnja | Saint-Étienne – Chamrousse                   | 197,5 km     |              | Brdska etapa            | Vincenzo Nibali      |              |
| 14    | 19. srpnja | Grenoble – Risoul                            | 177 km       |              | Brdska etapa            | Rafał Majka          |              |
| 15    | 20. srpnja | Tallard – Nîmes                              | 222 km       |              | Ravna etapa             | Alexander Kristoff   |              |
|       | 21. srpnja | Slobodan dan                                 | Slobodan dan | Slobodan dan | Slobodan dan            | Slobodan dan         | Slobodan dan |
| 16    | 22. srpnja | Carcassonne – Bagnères-de-Luchon             | 237,5 km     |              | Brdska etapa            | Michael Rogers       |              |
| 17    | 23. srpnja | Saint-Gaudens – Saint-Lary-Soulan Pla d’Adet | 124,5 km     |              | Brdska etapa            | Rafał Majka          |              |
| 18    | 24. srpnja | Pau – Hautacam                               | 145,5 km     |              | Brdska etapa            | Vincenzo Nibali      |              |
| 19    | 25. srpnja | Maubourguet Pays du Val d’Adour – Bergerac   | 208,5 km     |              | Ravna etapa             | Ramūnas Navardauskas |              |
| 20    | 26. srpnja | Bergerac – Périgueux                         | 54 km        |              | Indiv. kronometar       | Tony Martin          |              |
| 21    | 27. srpnja | Évry – Paris                                 | 137,5 km     |              | Ravna etapa             | Marcel Kittel        |              |

## Konačni rezultati[7]
|     | Vozač                  | Tim                 | Vrijeme     |  |
| --- | ---------------------- | ------------------- | ----------- |  |
| 1.  | Vincenzo Nibali        | Astana              | 89h 59' 06" |  |
| 2.  | Jean-Christophe Péraud | Ag2r-La Mondiale    | + 7' 37"    |  |
| 3.  | Thibaut Pinot          | FDJ.fr              | + 8' 15"    |  |
| 4.  | Alejandro Valverde     | Movistar Team       | + 9' 40"    |  |
| 5.  | Tejay van Garderen     | BMC Racing Team     | + 11' 24"   |  |
| 6.  | Romain Bardet          | Ag2r-La Mondiale    | + 11' 26"   |  |
| 7.  | Leopold König          | Team NetApp-Endura  | + 14' 32"   |  |
| 8.  | Haimar Zubeldia        | Trek Factory Racing | + 17' 57"   |  |
| 9.  | Laurens ten Dam        | Belkin Pro Cycling  | + 18' 12"   |  |
| 10. | Bauke Mollema          | Belkin Pro Cycling  | + 21' 15"   |  |

|     | Vozač                | Tim                     | Bodovi |  |
| --- | -------------------- | ----------------------- | ------ |  |
| 1.  | Peter Sagan          | Cannondale              | 431    |  |
| 2.  | Alexander Kristoff   | Kaćuša                  | 282    |  |
| 3.  | Bryan Coquard        | Team Europcar           | 271    |  |
| 4.  | Marcel Kittel        | Giant-Shimano           | 222    |  |
| 5.  | Mark Renshaw         | Omega Pharma-Quick Step | 211    |  |
| 6.  | Vincenzo Nibali      | Astana                  | 182    |  |
| 7.  | André Greipel        | Lotto-Belisol           | 169    |  |
| 8.  | Ramūnas Navardauskas | Garmin-Sharp            | 157    |  |
| 9.  | Greg Van Avermaet    | BMC Racing Team         | 153    |  |
| 10. | Samuel Dumoulin      | Ag2r-La Mondiale        | 117    |  |

|     | Vozač                  | Tim               | Bodovi |  |
| --- | ---------------------- | ----------------- | ------ |  |
| 1.  | Rafał Majka            | Team Tinkoff-Saxo | 181    |  |
| 2.  | Vincenzo Nibali        | Astana            | 168    |  |
| 3.  | Joaquim Rodríguez      | Kaćuša            | 112    |  |
| 4.  | Thibaut Pinot          | FDJ.fr            | 89     |  |
| 5.  | Jean-Christophe Péraud | Ag2r-La Mondiale  | 85     |  |
| 6.  | Alessandro De Marchi   | Cannondale        | 78     |  |
| 7.  | Thomas Voeckler        | Team Europcar     | 61     |  |
| 8.  | Giovanni Visconti      | Movistar Team     | 54     |  |
| 9.  | Alejandro Valverde     | Movistar Team     | 48     |  |
| 10. | Tejay van Garderen     | BMC Racing Team   | 48     |  |

|     | Vozač              | Tim                     | Vrijeme      |  |
| --- | ------------------ | ----------------------- | ------------ |  |
| 1.  | Thibaut Pinot      | FDJ.fr                  | 90h 07' 21"  |  |
| 2.  | Romain Bardet      | Ag2r-La Mondiale        | + 3' 11"     |  |
| 3.  | Michał Kwiatkowski | Omega Pharma-Quick Step | + 1h 13' 40" |  |
| 4.  | Tom Dumoulin       | Giant-Shimano           | + 1h 39' 45" |  |
| 5.  | Jon Izagirre       | Movistar Team           | + 1h 52' 35" |  |
| 6.  | Rafał Majka        | Team Tinkoff-Saxo       | + 2h 09' 38" |  |
| 7.  | Rudy Molard        | Cofidis                 | + 2h 26' 07" |  |
| 8.  | Benjamin King      | Garmin-Sharp            | + 2h 33' 44" |  |
| 9.  | Tom-Jelte Slagter  | Garmin-Sharp            | + 2h 41' 05" |  |
| 10. | Peter Sagan        | Cannondale              | + 2h 44' 37" |  |

|     | Tim                 | Vrijeme      |  |
| --- | ------------------- | ------------ |  |
| 1.  | Ag2r-La Mondiale    | 270h 27' 02  |  |
| 2.  | Belkin Pro Cycling  | + 34' 46     |  |
| 3.  | Movistar Team       | + 1h 06' 10  |  |
| 4.  | BMC Racing Team     | + 1h 07' 51  |  |
| 5.  | Team Europcar       | + 1h 34' 57  |  |
| 6.  | Astana              | + 1h 36' 27  |  |
| 7.  | Team Sky            | + 1h 40' 36  |  |
| 8.  | Trek Factory Racing | + 2h 06' 00  |  |
| 9.  | FDJ.fr              | + 2h 30' 37  |  |
| 10. | Lampre-Merida       | + 2h 32' 46' |  |